# وایقان مقدس (خداآفرین)
وایقان مقدس (خداآفرین) در سرور تحت شبکه نام‌های جغرافیایی و در این نشانی؛ با گزینش «Advanced Search»، نوشتن شمارهٔ «-3088278» در «Unique Feature Id» و کلیک بر «Search Database» یافت می‌شود.
وایقان یکی از روستاهای استان آذربایجان شرقی است که در دهستان منجوان غربی بخش منجوان شهرستان خداآفرین این روستا در واقع در روستای قره تیکانی واقع شده‌است. بعضی نوشته‌ها نام ده را به صورت وایقان مقدس آورده‌اند، در گویش عامه و محلی نام روستا به‌صورت وایان تلفظ و ادا می‌شود.
یک غار در دو کیلومتری روستا و به مساحت حدود پانصد متر وجود دارد که محل سکونت خفاش‌ها است. فضای غار تقریباً خفه و بسیار تیره و تاریک است و بخاری که احتمالاً از فضولات خفاشها متصاعد می‌شود باعث می‌شود رویت دیواره‌ها و درون غار حتی با چراغ قوه‌های قوی چندان میسر نباشد.
- ذوالفقار مهدوی، از اهالی روستا، یکی از برجسته‌ترین بالابان نوازان منطقه ارسباران بود که اغلب همراه عاشیق رسول قربانی و عاشیق حسن اسکندری برنامه اجرا می‌کرد.[۲]

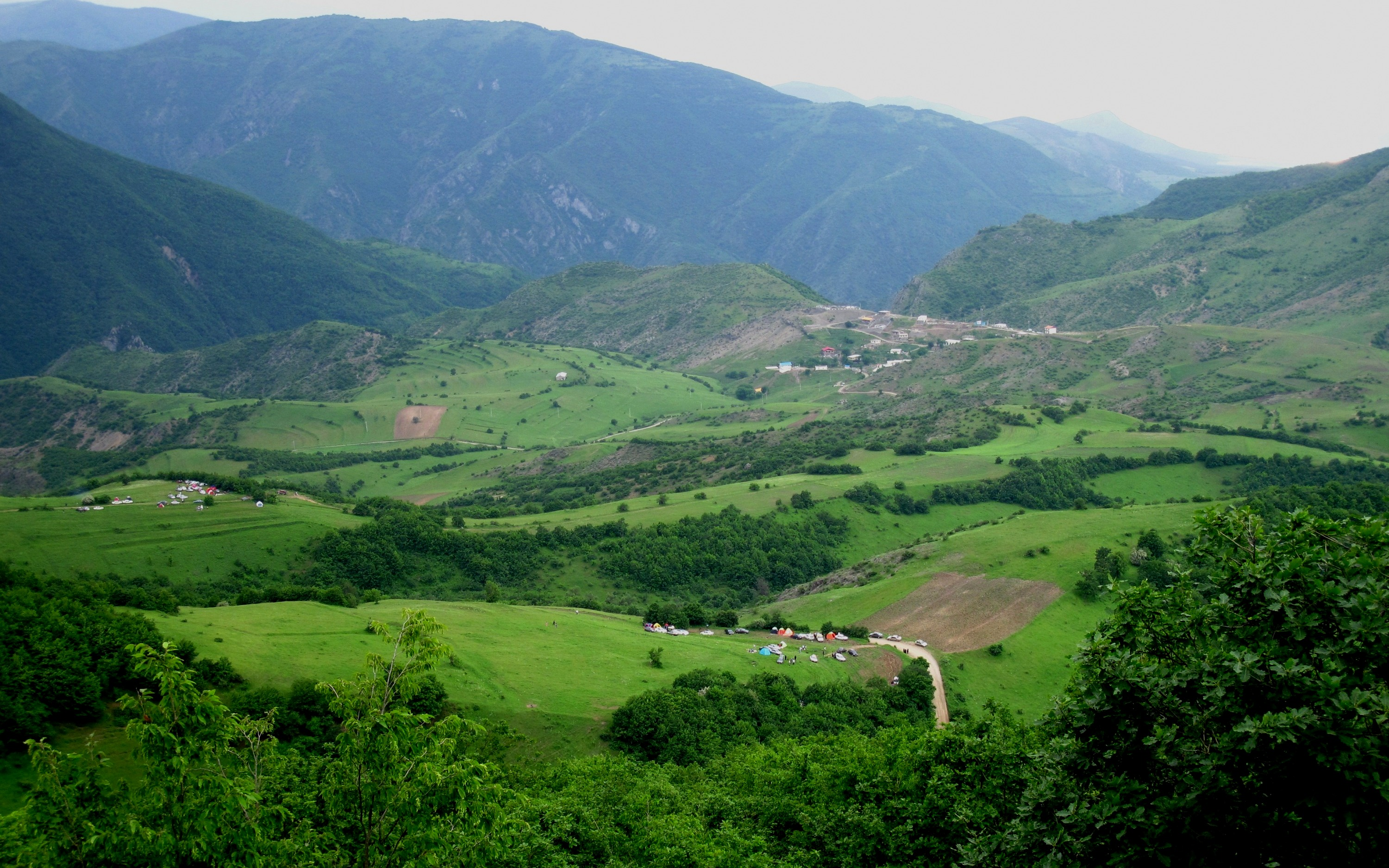
نمایی از روستای وایان در خرداد ۲۰۱۱
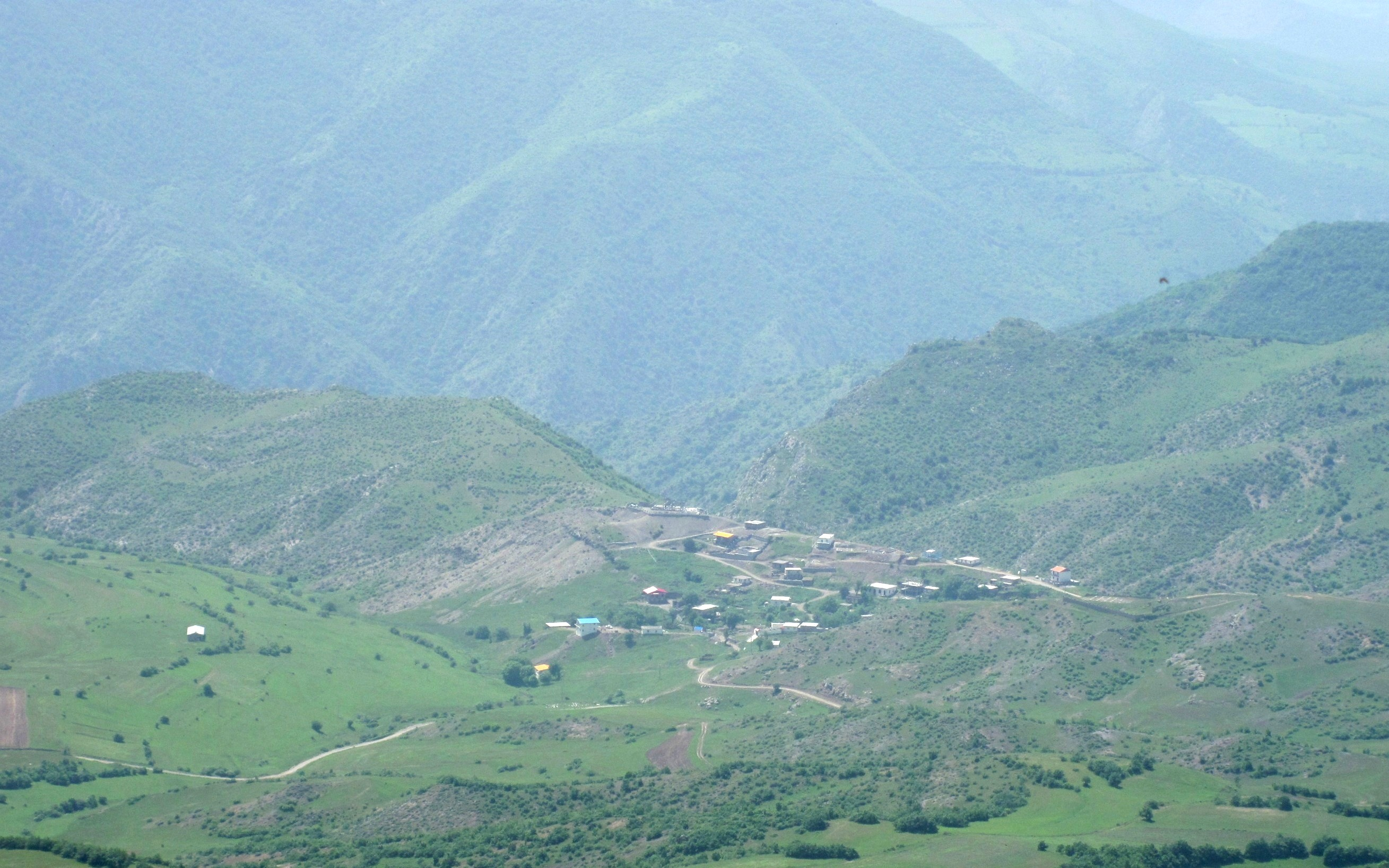
نمایی از روستای وایان در خرداد ۲۰۱۱